# Goetheho cena

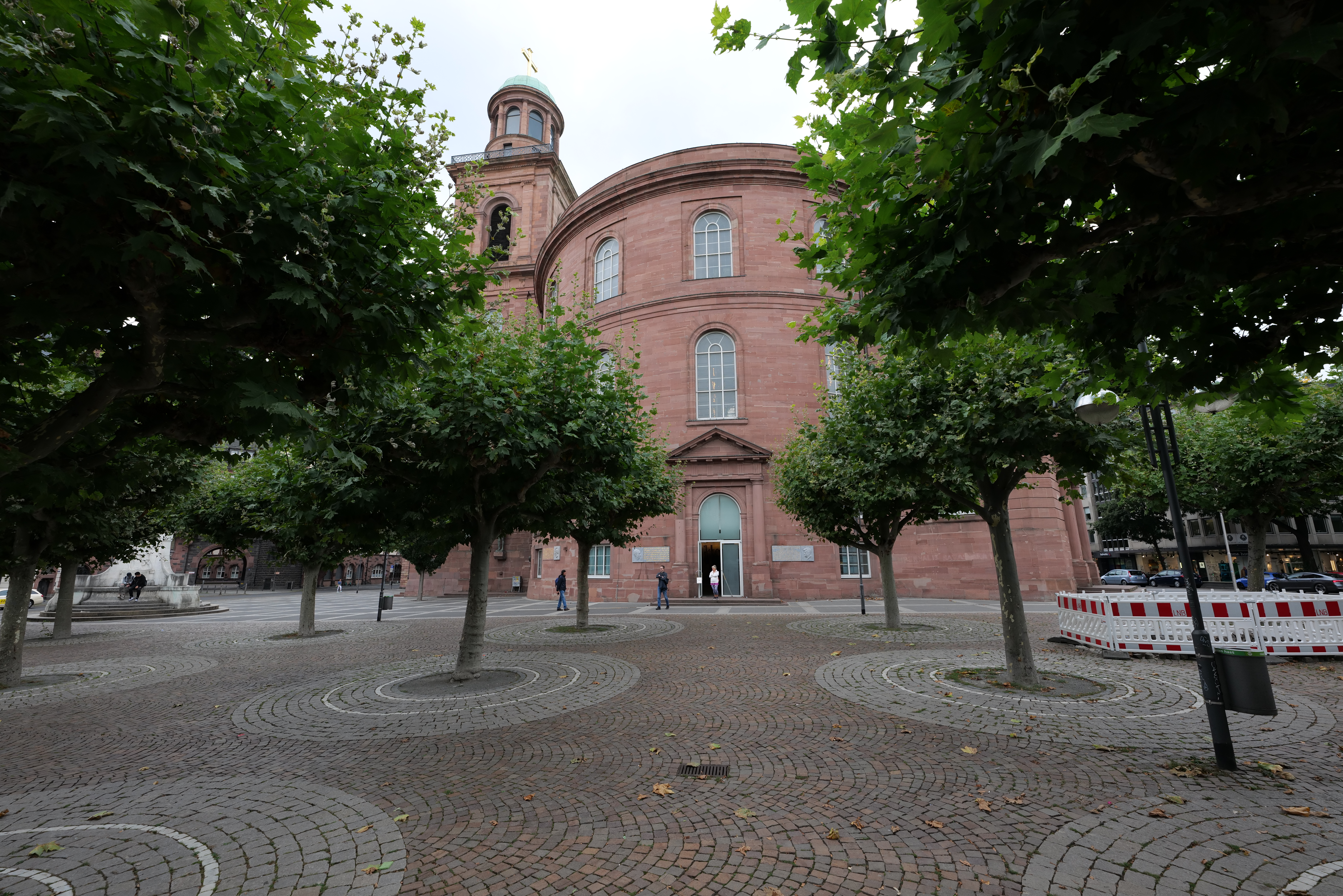
Paulskirche, místo udělování ceny

Goetheho cena města Frankfurt (německy: Goethe-Preis der Stadt Frankfurt am Main) je kulturní ocenění udělované německým městem Frankfurt k poctě spisovatele Johanna Wolfganga Goetheho. Udělována je vždy 28. srpna, v den Goetheho narozenin. Nejprve se ceremoniál předání konal v Goetheho domě na Großer Hirschgraben 23, kde rodina Goethových žila, od roku 1948 se koná v Paulskirche. Založena byla v roce 1927. Do roku 1955 byla udělována každoročně, od té doby je předávána jednou za tři roky. Oceňováni jsou nejen spisovatelé, ale i filozofové, vědci, režiséři, hudební skladatelé, choreografové apod. Oceňováni jsou autoři z celého světa, ale v historii ceny převládají německy mluvící. Cena není vázána na konkrétní dílo, ve stanovách se uvádí pouze to, že "může být udělena osobnosti, která se již dostala do popředí díky své práci". S cenou je v současnosti spjata finanční odměna ve výši 50 000 eur. V roce 1927 to bylo 10 000 říšských marek. Za kontroverzní nositele jsou dnes považováni ti, kdo byli oceněni v letech 1935 až 1942, kdy na výběr měli vliv nacisté a oceňovali loajální a pronacistické autory.

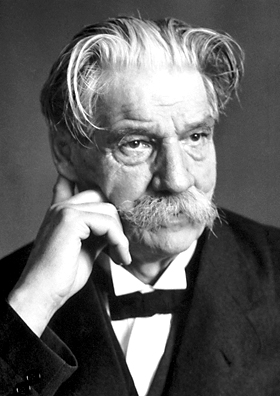
Albert Schweitzer

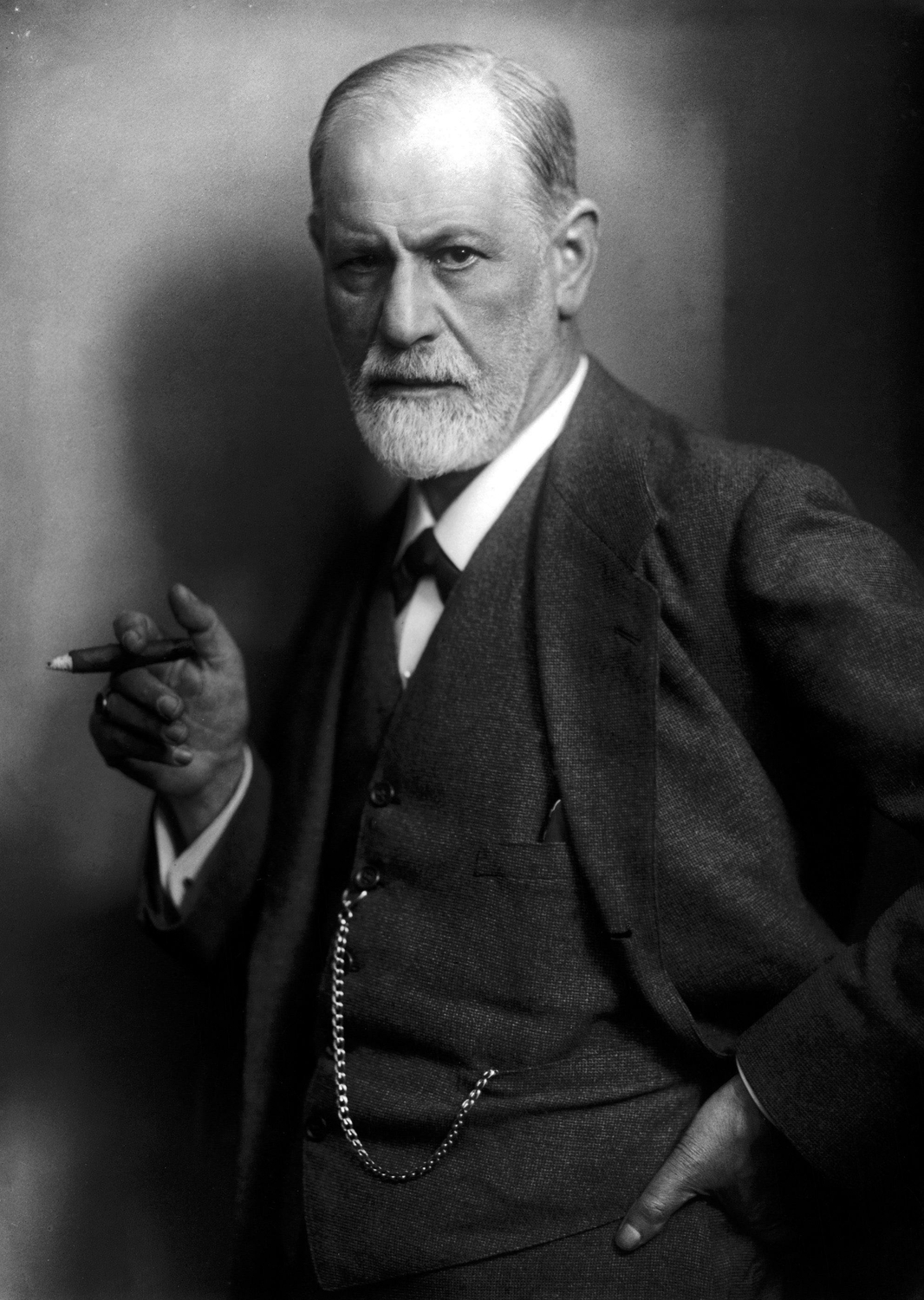
Sigmund Freud

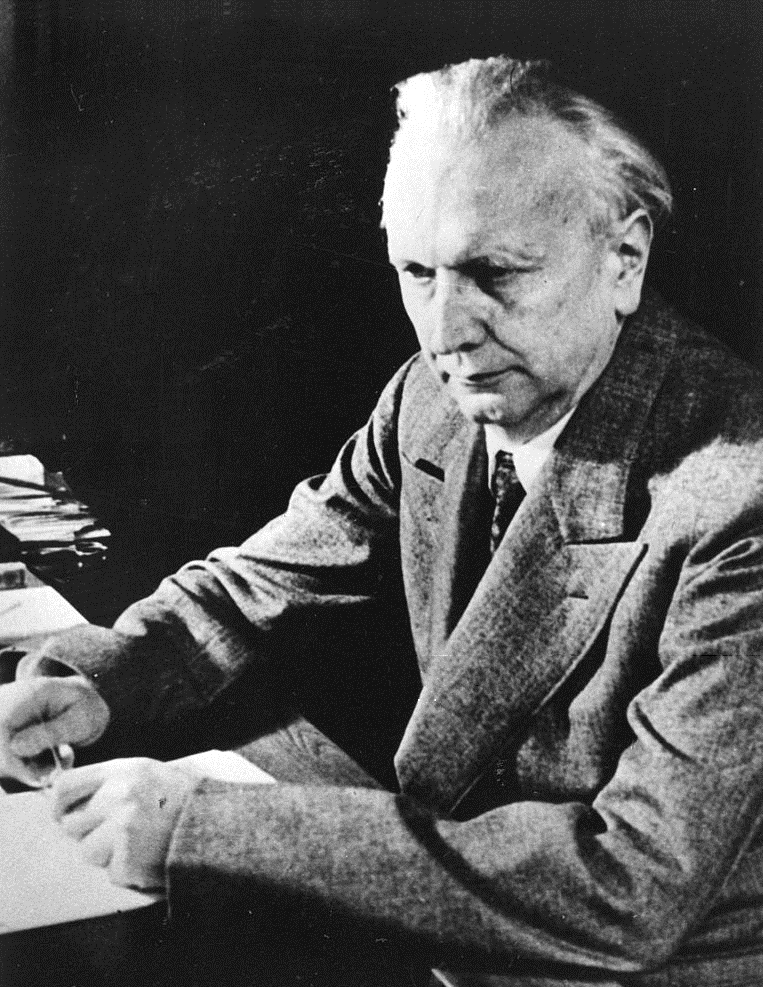
Karl Jaspers

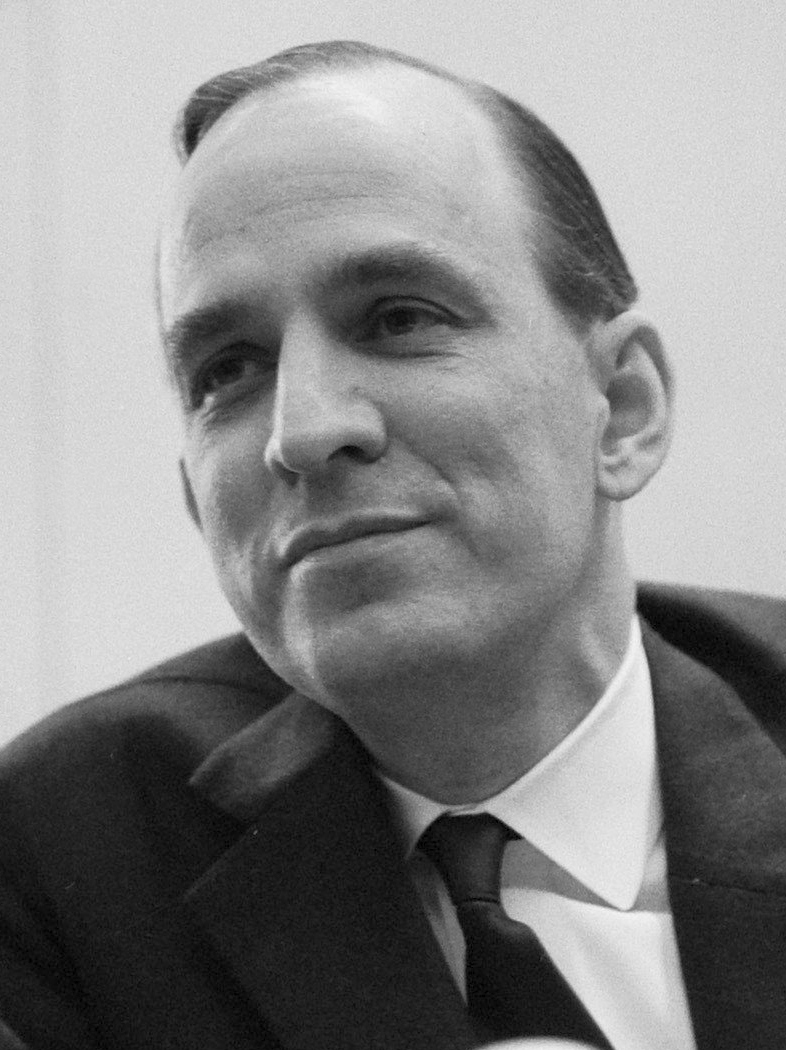
Ingmar Bergman

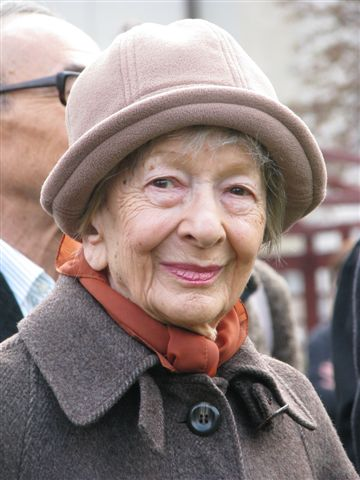
Wisława Szymborská

## Nositelé
| Rok  | Nositel                       | Země                | Profese                |
| ---- | ----------------------------- | ------------------- | ---------------------- |
| 1927 | Stefan George                 | Německo             | básník                 |
| 1928 | Albert Schweitzer             | Francie             | filozof a teolog       |
| 1929 | Leopold Ziegler               | Německo             | filozof                |
| 1930 | Sigmund Freud                 | Rakousko            | psycholog              |
| 1931 | Ricarda Huchová               | Německo             | historička a filozofka |
| 1932 | Gerhart Hauptmann             | Německo             | spisovatel             |
| 1933 | Hermann Stehr                 | Německo             | spisovatel             |
| 1934 | Hans Pfitzner                 | Německo             | hudební skladatel      |
| 1935 | Hermann Stegemann             | Německo             | novinář                |
| 1936 | Georg Kolbe                   | Německo             | sochař                 |
| 1937 | Erwin Guido Kolbenheyer       | Rakousko            | spisovatel             |
| 1938 | Hans Carossa                  | Německo             | spisovatel             |
| 1939 | Carl Bosch                    | Německo             | chemik                 |
| 1940 | Agnes Miegelová               | Německo             | spisovatelka           |
| 1941 | Wilhelm Schäfer               | Německo             | spisovatel             |
| 1942 | Richard Kuhn                  | Rakousko            | chemik                 |
| 1945 | Max Planck                    | Německo             | fyzik                  |
| 1946 | Hermann Hesse                 | Švýcarsko           | spisovatel             |
| 1947 | Karl Jaspers                  | Německo             | filozof                |
| 1948 | Fritz von Unruh               | Německo             | malíř a spisovatel     |
| 1949 | Thomas Mann                   | Německo             | spisovatel             |
| 1952 | Carl Zuckmayer                | Německo             | spisovatel             |
| 1955 | Annette Kolbová               | Německo             | spisovatelka           |
| 1958 | Carl Friedrich von Weizsäcker | Německo             | fyzik a filozof        |
| 1960 | Ernst Beutler                 | Německo             | spisovatel             |
| 1961 | Walter Gropius                | Německo             | architekt              |
| 1964 | Benno Reifenberg              | Německo             | novinář                |
| 1967 | Carlo Schmid                  | Německo             | politik                |
| 1970 | György Lukács                 | Maďarsko            | filozof                |
| 1973 | Arno Schmidt                  | Německo             | spisovatel             |
| 1976 | Ingmar Bergman                | Švédsko             | režisér                |
| 1979 | Raymond Aron                  | Francie             | politolog              |
| 1982 | Ernst Jünger                  | Německo             | spisovatel             |
| 1985 | Golo Mann                     | Německo             | historik a spisovatel  |
| 1988 | Peter Stein                   | Německo             | režisér                |
| 1991 | Wisława Szymborská            | Polsko              | spisovatelka           |
| 1994 | Ernst Gombrich                | Rakousko            | historik umění         |
| 1997 | Hans Zender                   | Německo             | hudební skladatel      |
| 1999 | Siegfried Lenz                | Německo             | spisovatel             |
| 2002 | Marcel Reich-Ranicki          | Německo             | literární kritik       |
| 2005 | Amos Oz                       | Izrael              | spisovatel             |
| 2008 | Pina Bauschová                | Německo             | baletka a choreografka |
| 2011 | Adonis                        | Sýrie               | spisovatel             |
| 2014 | Peter von Matt                | Švýcarsko           | germanista             |
| 2017 | Ariane Mnouchkinová           | Francie             | režisérka              |
| 2020 | Dževad Karahasan              | Bosna a Hercegovina | spisovatel             |
| 2023 | Barbara Honigmannová          | Německo             | spisovatelka           |